# كاخابر جفانيا
كاخابر جفانيا (مواليد 1983) هو ملاكم جورجي، مثّل بلاده في الألعاب الأولمبية الصيفية 2008.

## روابط خارجية
كاخابر جفانيا على موقع أوليمبيديا (الإنجليزية)